# Аттли, Терри
Терри Аттли (англ. Terry Uttley; 9 июня 1951—16 декабря 2021) — бас-гитарист и вокалист группы Smokie.
Родился и вырос в Брадфорде. Начал посещать уроки игры на гитаре в 11 лет, но вскоре бросил и стал изучать аккорды по самоучителю в местной газете. Аттли должен был стать типографщиком, как его отец, но не смог выдержать конкуренции.
Вместе с друзьями по католической гимназии организовал рок-группу в 1965 году. Терри был в её составе с момента основания, кроме периода в 1966—1968 годах, когда его заменял Артур Хиггинс. В 1968 году группа стала заниматься музыкой профессионально, но первых успехов достигла только спустя семь лет в 1975 году. В это же время она получила своё нынешнее название Smokie.
Был женат, остались двое детей. Участвовал как в старом квартете Smokie, так и в современном Smokie, из пятерых музыкантов.

## Смерть
Скончался 16 декабря 2021 года после непродолжительной болезни.